# Sjapoer III

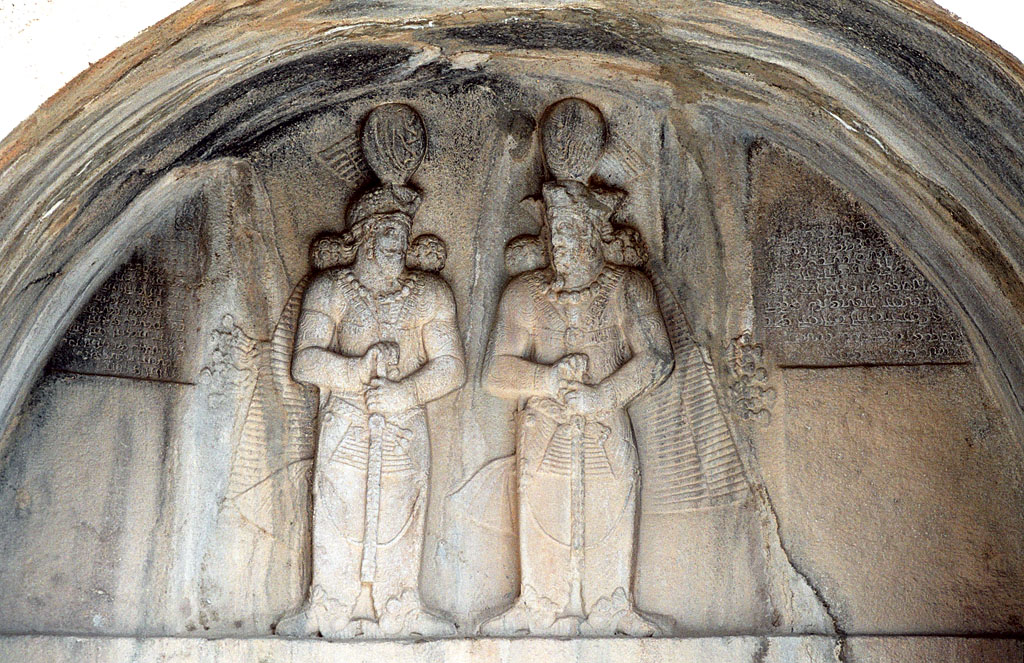
Reliëf van Sjapoer II en III.

Sjapoer III was 383 - 388 koning van het Sassanidische Rijk.
Hij was een zwak heerser die door de hoge adel op de troon gezet werd. Hij trachtte tot een vergelijk te komen met het Romeinse Rijk en slaagde erin in 384 een vredesverdrag te sluiten dat het geschil over Armenië beslechten moest, maar de prijs was hoog omdat hij er een aantal gebieden aan Rome moest afstaan. Hij werd opgevolgd door zijn zoon Bahram IV.